# Stade de la Vallée du Cher
Stade de la Vallée du Cher – stadion piłkarski w Tours, we Francji. Został otwarty 2 września 1978 roku. Obiekt może pomieścić 16 624 widzów. Swoje spotkania rozgrywa na nim drużyna Tours FC, która przed otwarciem stadionu występowała na Stade de Grammont. Obiekt był jedną z aren piłkarskich Mistrzostw Europy U-17 w 2004 roku (odbyły się na nim dwa spotkania grupowe i jeden półfinał zawodów) oraz Mistrzostw Europy U-19 kobiet w 2008 roku (rozegrano na nim jeden półfinał oraz finał turnieju).